# Герман, Анастасия Рудольфовна
Анастасия Рудольфовна Герман (15 февраля 1920, д. Новые Юрковичи, Любанский район Белоруссии — 1995) — работница советского сельского хозяйства, телятница колхоза имени Горбачёва Любанского района Минской области, Белорусская ССР. Герой Социалистического Труда (1971).

## Биография
С 1937 животновод, в 1973-75 телятница животноводческой фермы колхоза имени Я. Д. Горбачева Любанского района.
Указом Президиума Верховного Совета СССР от 8 апреля 1971 года за получение высоких привесов КРС удостоена звания Героя Социалистического Труда с вручением ордена Ленина и золотой медали «Серп и Молот».